# كاني رش (مهاباد)
قرية كاني رش (بالكردية: کانی ڕەش) هي إحدى القرى التابعة لـكاني بازار في ريف قسم خليفان من مقاطعة مهاباد، في محافظة أذربیجان الغربیة الإيرانية.

## السكان
حسب إحصاءات سنة 2006، بلغ إجمالي السكان في كاني رش 355 نسمة وعدد المساكن 54 مسكن. لغة سكان كاني رش هي اللغة الكردية و هم من أهل السنة والجماعة والمذهب الشافعي.